# سرود هورست وسل
سرود هورست وِسِل (به آلمانی: Horst-Wessel-Lied) یا پرچمها را بِیَفرازید! (به آلمانی: Die Fahne hoch) «دی فَنه هُخ»، نام ترانه‌ای است که از سال ۱۹۳۳ تا ۱۹۴۵ به عنوان سرود رسمی حزب سوسیالیست ملی کارگران آلمان و همچنین سرود ملی دوم آلمان نازی شناخته می‌شد. این ترانه و ملودی پس از شکست آلمان نازی در جنگ جهانی دوم در سال ۱۹۴۵ در آلمان و اتریش ممنوع شده‌است؛ مگر برای اهداف آموزشی. این ترانه توسط هورست وسل ساخته شد که در سال ۱۹۳۰ به ضرب گلوله یک کمونیست کشته شد و تبدیل به یکی از قهرمانان آلمان نازی شد.
این سرود در رژهٔ بزرگ ارتش نازی پخش شد.

## متن ترانه
| پرچمها را بِیَفرازید | پرچمها را بِیَفرازید |
| --- | --- |
| پرچمها را بیفرازید! صفها به هم فشرده! اس آ با قدمهای آرام و مستحکم رژه می‌رود همرزمانی که توسط جبهه‌سرخ و مرتجعین کشته شدند، روحشان در صفوف ما رژه می‌رود                   | Die Fahne hoch! Die Reihen fest geschlossen SA marschiert Mit ruhig festem Schritt Kam'raden, die Rotfront, und Reaktion erschossen Marschier'n im Geist In unser'n Reihen mit          |
| راه را برای گردانهای قهوه‌ای باز کنید مسیر را برای نیروهای طوفان خلوت کنید میلیونها نفر به صلیب شکسته امید بسته‌اند. روزگار آزادی و نان آغاز شده‌است                        | Die Straße frei, den braunen Bataillonen Die Straße frei, dem Sturmabteilungsmann Es schau'n aufs Hakenkreuz, voll Hoffnung schon Millionen Der Tag für Freiheit und für Brot bricht an |
| ندای همبستگی برای آخرین بار سر داده شد برای جنگ همه آماده‌ایم به زودی پرچم‌های هیتلر در تمام خیابان‌ها برافراشته خواهد شد بردگی فقط برای مدت کوتاهی باقی خواهد ماند         | Zum letzten Mal, wird sturmalarm geblasen Zum Kampfe steh'n, wir alle schon bereit Bald flattern Hitlerfahnen über allen Straßen Die Knechtschaft dauert, nur noch kurze Zeit           |
| پرچم پایین می‌آید! هورست وسل تیر خورد! حالا او فقط در قلب‌های ما زنده است خون سرخ تو همرزم، بیهوده جاری نشد به خاطر آن است که پرچمهای آزادی دو برابر بالاتر افراشته شده‌اند | Die Fahne senkt! Horst Wessel ist erschossen In unser'm Herzen, nur noch wach er lebt Dein rotes Blut, Kamerad, ist nicht umsonst geflossen D'rum doppelt hoch, die Freiheitsfahne hebt |

## نگارخانه

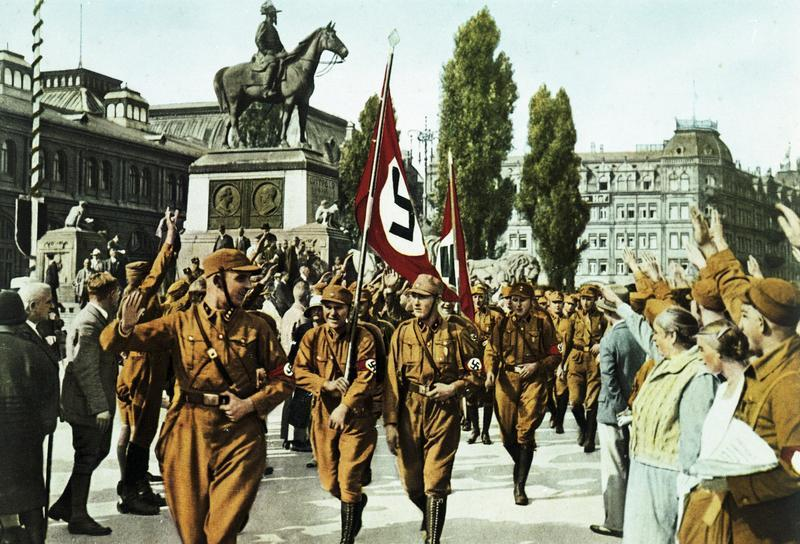
هورست وسل در سال ۱۹۲۹ پیشاپیش دسته‌ای از اعضای اس آ در نورنبرگ رژه می‌رود.
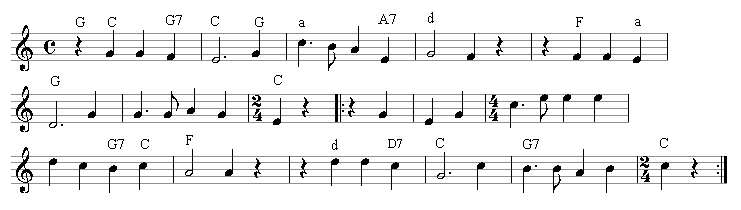
نت‌های ملودی ترانه